# Mohannad Abdul-Rahim
Mohannad Abdul-Raheem Karra (Baghdad, 22 settembre 1993) è un calciatore iracheno, attaccante dell'Al-Quwa Al-Jawiya.

## Caratteristiche tecniche
Fin dalla giovane età era ritenuto uno dei talenti più promettenti del continente asiatico, come attaccante può ricoprire vari ruoli, dalla punta centrale, alla seconda punta, fino all'ala destra. Tra le sue qualità vengono messe in evidenza la velocità di corsa, e l'abilità di segnare anche di testa. Di piede destro, è capace di segnare anche calciando di sinistro. Nel gioco offensivo sa rendersi utile anche come uomo-assist, e vanta un discreto controllo di palla.

## Carriera

### Al-Karkh e Duhok SC
Ha iniziato a muorevere i primi passi nel cacio nelle giovanili dell'Al-Karkh, venendo promosso in prima squadra nel 2009 ancor prima di raggiungere la maggiore età, nell'Iraq Division One (la seconda divisione del calcio iracheno) dando prova di buone prestazioni, la squadra inoltre ottiene la promozione in prima divisione, la Prima Lega. A partire dal 2012 giocherà nel Duhok SC, con buoni risultati aiutando a migliorare i progressi del settore giovanile.

### JSK
Nel 2014 si trasferirà in Algeria giocando per il JSK nella Ligue 1, dove ha segnato quattro gol nel campionato, una doppietta contro il MC El Eulma, il primo gol al 87º minuto e il secondo nel minuto successivo, sebbene la squadra perda per 3-2, segnerà la rete del 2-1 nella vittoria contro il Club Sportif Constantine, e con una sua rete deciderà la vittoria per 1-0 contro il USM El Harrach, inoltre con un suo assist vincente il suo compagno di squadra Ali Rial segnerà la rete del 3-2 nella vittoria ai danni del ASM Oran. Lascerà la squadra dopo una sola stagione, per via del lutto a causa dell'omicidio del suo compagno di squadra Albert Ebossé Bodjongo.

### Al Zawraa e Al-Nasr
Tornerà a giocare in madre patria, nel club dell'Al-Zawraa, vincendo l'edizione 2015-2016 del campionato, inoltre con un bilancio di dodici reti sarà il miglior marcatore del campionato insieme a Hammadi Ahmad Al-Daeeaa. Si trasferirà negli Emirati Arabi Uniti, giocando per l'Al-Nasr, segnerà quattro reti nella UAE Pro-League, il primo nella sconfitta per 5-1 contro l'Al-Wahda, e gli altri nelle vittorie contro il Dibba Al-Fujairah (4-0), il Sharjah (3-1) e l'Ittihad Kalba (5-1). Nel 2017 tornerà a giocare per l'Al Zawraa che vincerà l'edizione 2016-2017 della Coppa d'Iraq, per poi vincere anche l'edizione 2018-2019, con una sua rete la squadra batterà l'Amanat Baghdad SC per 1-0 e in semifinale aprirà le marcature contro l'Al-Quwa Al-Jawiya nella vittoria per 4-1. La squadra otterrà nuovamente la vittoria del campionato, nell'edizione 2017-2018.

### Nazionale
Con la nazionale Under-19 giocherà nell'edizione 2012 della Coppa d'Asia Under-19, con una doppietta porterà la sua squadra a vincere contro la Cina per 2-1, inoltre segnerà la rete del 3-0 contro la Thailandia, farà un gol nella semifinale sconfiggendo per 2-0 l'Australia, infine segnerà la rete del momentaneo vantaggio in finale contro la Corea del Sud, ma Moon Chang-jin pareggerà con il gol del 1-1 e la partita si concluderà ai rigori, dove l'Iraq perde per 4-1, Mohannad Abdul-Raheem non è stato capace di segnare calciando dal dischetto. Sempre nel 2012 esordisce con l'Iraq (in nazionale maggiore) contro la Tunisia perdendo per 2-1. Nel 2013, nell'amichevole successiva, contro la Malesia, segnerà per la prima volta con la maglia della nazionale, infatti sarà autore di una doppietta vincendo per 3-0. Sempre nel 2013 giocherà con la nazionale Under-20 nel Mondiale in Turchia, otterrà un calcio di rigore che verrà segnato da Ali Fayez nel pareggio contro l'Inghilterra per 2-2, segnerà la rete del 2-1 vincendo contro l'Egitto dopo che il portiere avversario aveva tentato vanamente di fermarlo con un tackle per poi calciare di sinistro con un tiro che è riuscito a passare in mezzo tra ben tre avversari; in semifinale, giocando contro l'Uruguay la partita si concluderà sul 1-1 e ai rigori Abdul-Raheem segnerà una rete sebbene la squadra perda per 6-7.
In Nazionale Under-23 giocherà per ben due volte la Coppa d'Asia AFC Under-23, prima l'edizione 2014 ottenendo la vittoria, proprio nella finale contro l'Arabia Saudita, Abdul-Raheem segnerà il gol del 1-0 della vittoria, invece nell'edizione 2016 segnerà un gol nella vittoria per 3-1 contro gli Emirati Arabi Uniti nei quarti di finale, e un altro nella vittoria per 2-1 contro il Qatar per il 3º posto. Tale vittoria sarà valevole per le Olimpiadi di Rio de Janeiro dove, giocando con la nazionale olimpica, ha partecipato a in tutte e tre e le partite.
Con la nazionale maggiore passerà il turno per le qualificazioni per il Mondiale 2018, in una partita contro il Vietnam vincerà di misura per 1-0 con un gol di Abdul-Raheem che tirerà di testa, colpendo la traversa, per poi stoppare la palla di petto e calciare di sinistro segnando la rete. Nel turno successivo l'Iraq mancherà la qualificazione, Abdul-Raheem segnerà la rete del momentaneo vantaggio contro l'Arabia Saudita, che però vincerà con una rimonta per 2-1 con due gol di Nawaf Al-Abed, e sarà autore di quattro gol vincendo per 4-0 contro la Thailandia.

## Palmarès

### Club
- Prima Lega

Al-Zawraa 2015–16 2017–18
- Coppa d'Iraq

Al-Zawraa 2016–17 2018–19

### Nazionale
- Coppa d'Asia Under-23

2014